# Гогенлоэ-Вальденбург-Бартенштейн, Людвиг Алоизий
Князь Людвиг Алоизий Иосиф Иоаким Ксаверий Антон Гогенлоэ-Вальденбург-Бартенштейн (нем. Ludwig Aloysius, Fürst von Hohenlohe-Waldenburg-Bartenstein; 18 августа 1765 — 30 мая 1829) — австрийский фельдцейхмейстер и маршал Франции из княжеского рода Гогенлоэ.
Во главе собственного полка примкнул в 1792 году к армии французских эмигрантов, потом в составе австрийской армии сражался против императора Наполеона I.
После падения Наполеона в 1815 году в чине фельдцейхмейстера вышел в отставку и перешел во французскую службу, где был назначен инспектором пехоты.
В 1823 году, в войне с Испанией, он командовал III корпусом и был пожалован маршалом и пэром Франции.